# Meister des Netzer Altartriptychons

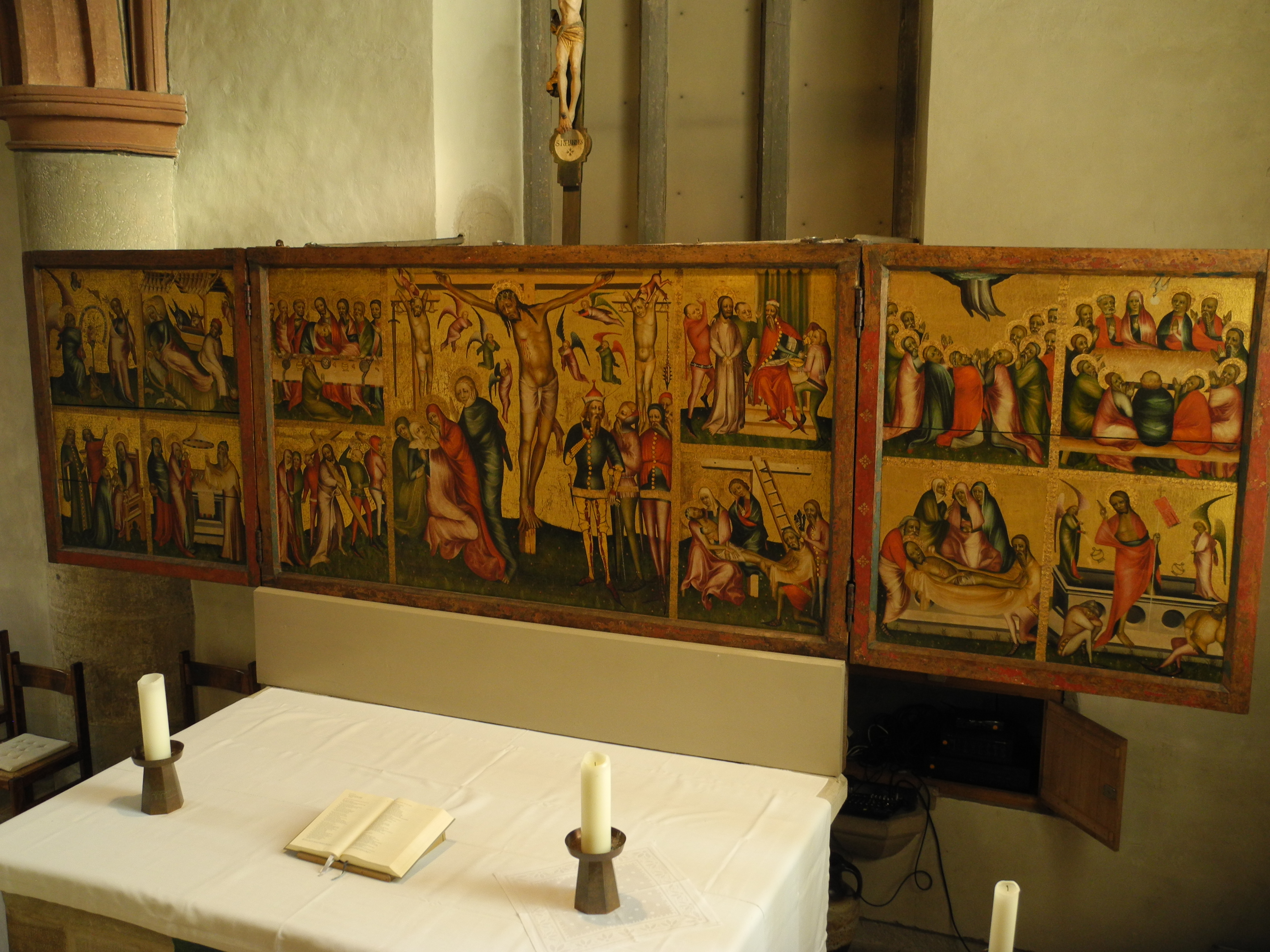
Netzer Flügelaltar

Der Meister des Netzer Altartriptychons, auch Meister des Netzer Altarbilds war ein westfälischer Maler der Gotik. Einziges nachweisbares Werk ist das Altartriptychon von Kloster Marienthal in Netze. Charakteristisch ist der weiche Malstil des gotischen Malers. Das Altartriptychon wurde von Graf Heinrich V von Waldeck nach seiner Rückkehr aus Palästina 1357 von ihm und seiner Familie aus Dankbarkeit für seine Heimkehr und zum Seelenheil seiner inzwischen verstorbenen Mutter Adelheid von Cleve († 1320 oder nach dem † 26. Juli 1327) gestiftet. Der Altar stand bis 1604 auf der großen Nonnenempore im Kloster Marienthal, in jenem Gewölbe in dem nunmehr die Orgel steht.

## Leben des Meisters des Netzer Altarbilds
Das Altartriptychon der ehemaligen Zisterzienserinnen Klosterkirche Marienthal im hessischen Waldecker Ortsteil Netze aus dem 14. Jahrhundert ist die Schöpfung eines anonymen gotischen Künstlers. Der Altar von Netze ist um 1370 in Tempera gemalt. Der unbekannte Künstler war hessisch-westfälischer Herkunft und er gilt als Vorreiter für die nachfolgende Stilstufe der Generation um Conrad von Soest. Vermutlich kam es um 1403 zu einem Treffen im nahen Bad Wildungen, wo Konrad von Soest das Wildunger Altarretabel mit seinen Gehilfen gestaltete. Es kann davon ausgegangen werden, dass der Maler die Malerei Frankreichs, Italiens und der Niederlande kannte. Er erfuhr vermutlich eine Schulung in Westfalen, die man an den lang gezogenen Gesichtszügen belegen kann. Ein in allen Teilen ähnlicher Altar aus Osnabrück wird heute im Kölner Wallraf-Richartz-Museum aufbewahrt. Der besondere Wert des Altarbilds liegt im reichhaltig verarbeiteten dickschichtigen Blattgold und der revolutionären neuen Malweise. Der Künstler ist nicht durch Signatur oder Kennzeichnung belegbar und bleibt anonym.

## Darstellungen auf dem Altartriptychon

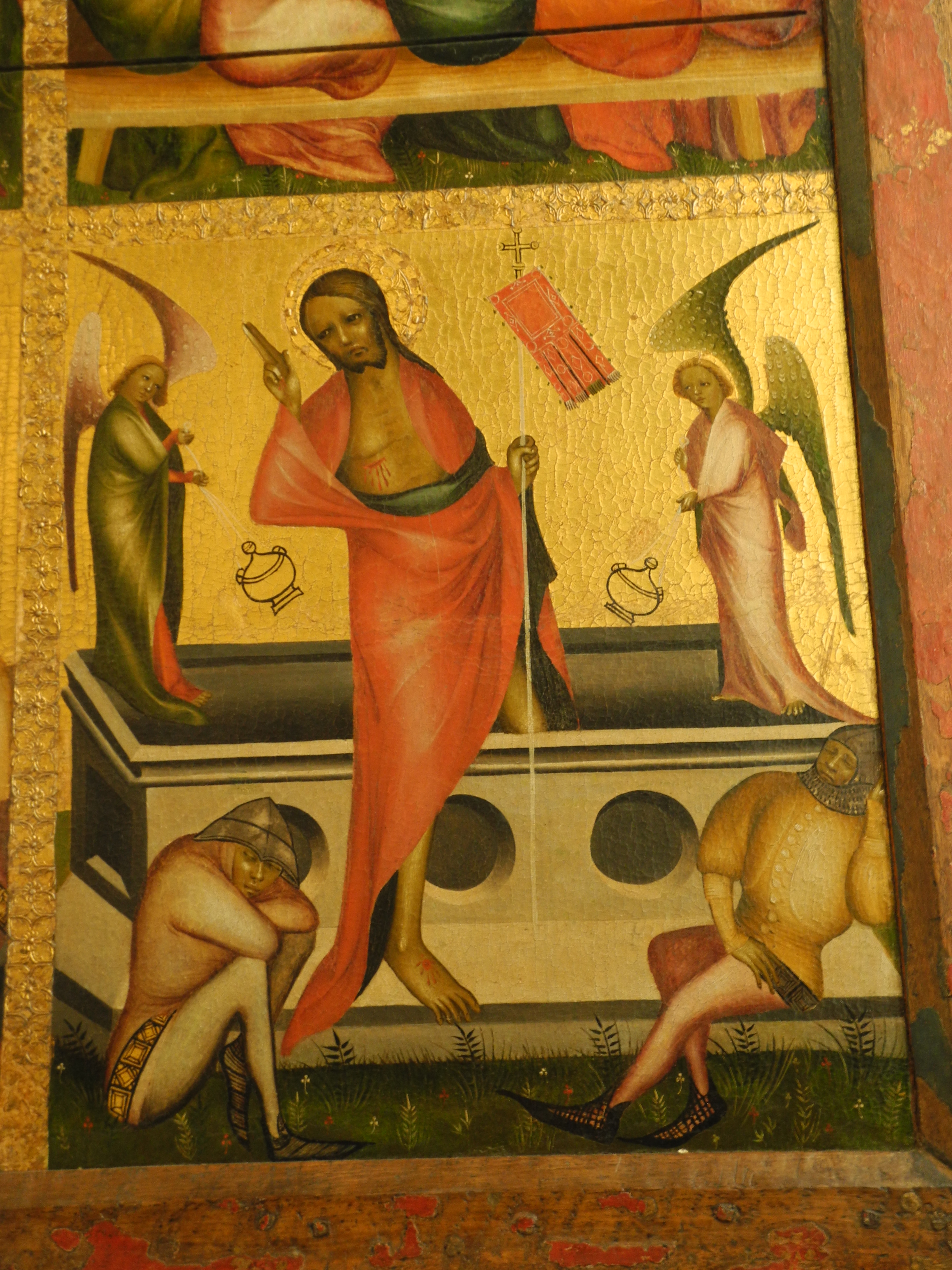
Netzer Flügelaltar – Detail

Auf der Haupttafel und auf den Innenseiten der Flügel sind in zwölf Bildern Szenen der Kindheit und der Passion Christi angeordnet. Die Kreuzigung Christi wird in der Mitte dargestellt. Auffällig ist bei dieser Darstellung der langgezogene Körper Christi. Links und rechts schließen zwei Seitenbilder das Hauptfeld ab. Die restlichen Szenen erscheinen zu je vier auf den Flügeln. Außerdem sind an diesem Altar die Fronleichnamsdarstellung und die Anbetung des Jesuskindes durch die Heiligen drei Könige, die hier drei Generationen vertreten, bemerkenswert.

## Malerischer Stil
Die plastische Wirkung ist auf das neue Malen des Körperrunds und des Körpers zurückzuführen. Sie grenzt sich von der üblichen gotischen Malerei auffällig ab. Insbesondere fallen die Kurzrundigkeit der Faltenbildung, die Isolation der Körperkomposition vor Leerflächen und die malerische Verwendung von Leerflächen auf. Es ergibt sich daraus eine kompositorische Linearität.